# Hệ số công suất
Trong kỹ thuật điện, hệ số công suất của hệ thống điện xoay chiều được định nghĩa là tỷ lệ công suất thực được hấp thụ bởi tải với công suất biểu kiến chảy trong mạch và là một đại lượng không thứ nguyên trong khoảng đóng từ -1 đến 1 .
Hệ số công suất nhỏ hơn 1.0 chỉ ra điện áp và dòng điện không cùng pha, làm giảm tích số tức thời của cả hai. Công suất thực là tích số tức thời của điện áp và dòng điện, và thể hiện công suất của điện để thực hiện công việc. Công suất biểu kiến là sản phẩm trung bình của điện áp và dòng điện. Do năng lượng được lưu trữ trong tải và trở về nguồn, hoặc do tải phi tuyến làm biến dạng hình dạng sóng của dòng điện rút ra từ nguồn, công suất biểu kiến có thể lớn hơn công suất thực. Hệ số công suất âm xảy ra khi thiết bị (thường là tải) tạo ra năng lượng, sau đó chảy ngược về nguồn.
Trong một hệ thống năng lượng điện, một tải có hệ số công suất thấp sẽ tiêu hao dòng điện nhiều hơn tải có hệ số công suất cao cho cùng một lượng điện năng hữu ích được truyền tới. Dòng điện cao hơn làm tăng năng lượng bị mất trong hệ thống phân phối, và đòi hỏi dây lớn hơn và các thiết bị khác. Do chi phí cho các thiết bị lớn hơn và lãng phí năng lượng, các tiện ích điện thường sẽ tính chi phí cao hơn cho các khách hàng công nghiệp hoặc thương mại nơi có hệ số công suất thấp.

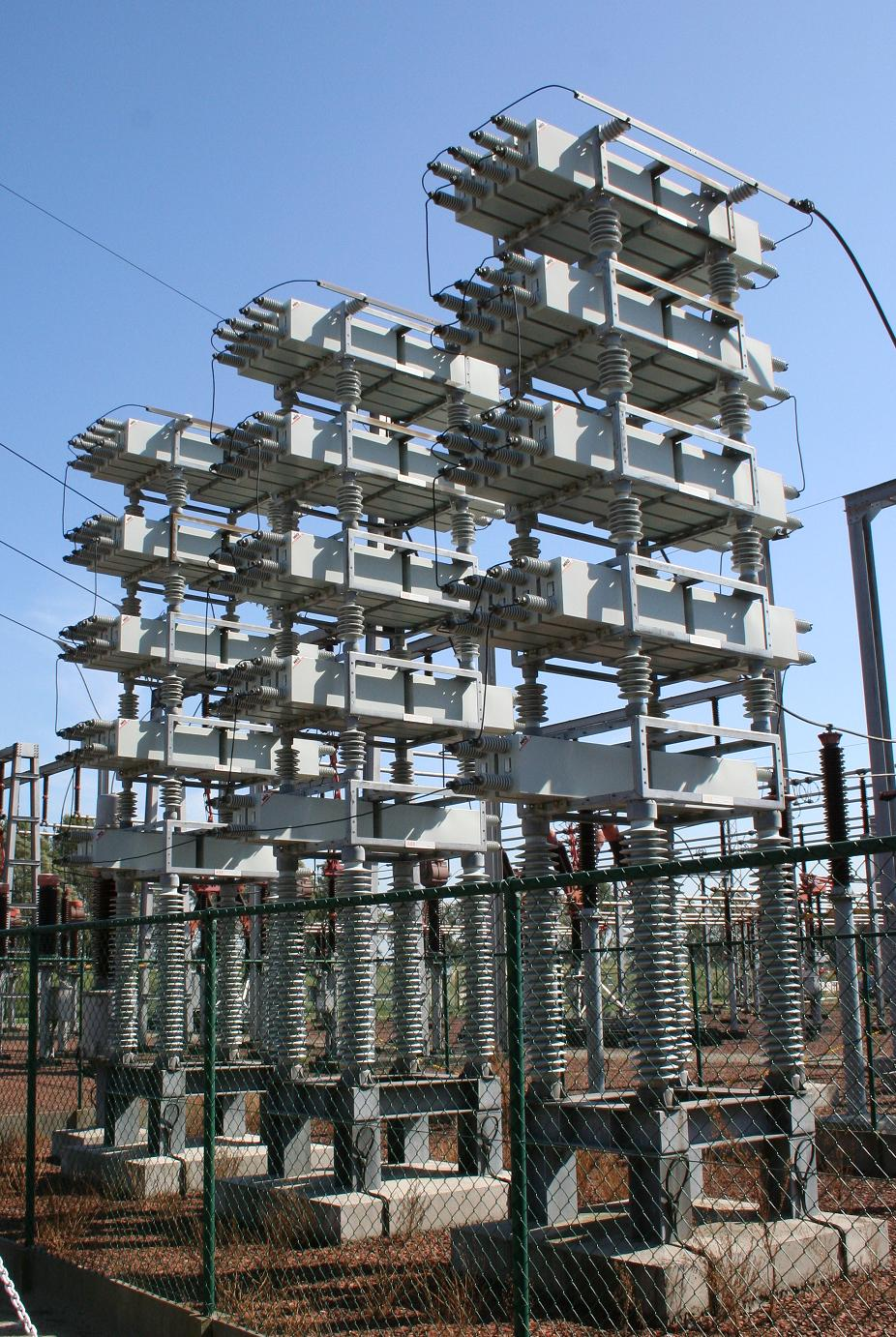
Dãy tụ 150 KV bù pha trong truyền tải điện

## Hiệu chỉnh hệ số công suất
Hiệu chỉnh hệ số công suất là làm tăng hệ số công suất của tải, nâng cao hiệu quả cho hệ thống phân phối mà nó được gắn vào.
Các tải tuyến tính với hệ số công suất thấp, như các động cơ cảm ứng, có thể được chỉnh sửa bằng một mạng thụ động các tụ điện hoặc cuộn cảm, thường gọi là tụ điện bù hay cuộn cảm bù. Các tải phi tuyến tính, chẳng hạn như bộ chỉnh lưu, làm biến dạng dòng điện rút ra từ hệ thống. Trong những trường hợp như vậy, hiệu chỉnh hệ số công suất chủ động hoặc thụ động có thể được sử dụng để chống lại sự biến dạng và nâng cao hệ số công suất. Các thiết bị để hiệu chỉnh hệ số công suất có thể ở một trạm biến áp trung tâm, trải rộng trên một hệ thống phân phối hoặc được tích hợp vào các thiết bị tiêu thụ điện.